# Listă de regi romani
Aceasta este o listă cu cei șapte regi romani.
| Portret | Nume                                                      | Începutul domniei | Sfârșitul domniei | Accedere la domnie              | Etnia  |
| ------- | --------------------------------------------------------- | ----------------- | ----------------- | ------------------------------- | ------ |
|         | Romulus REX ROMVLVS                                       | 753 î.Hr.         | 716 î.Hr.         | N/A; Fondator                   | Latin  |
|         | Numa Pompilius REX NVMA POMPILIVS                         | 715 î.Hr.         | 674 î.Hr.         | Ales                            | Sabin  |
|         | Tullus Hostilius REX TVLLVS HOSTILIVS                     | 673 î.Hr.         | 642 î.Hr.         | Ales                            | Latin  |
|         | Ancus Marcius REX ANCVS MARCIVS                           | 641 î.Hr.         | 617 î.Hr.         | Ales                            | Sabin  |
|         | Lucius Tarquinius Priscus REX LVCIVS TARQVINIVS PRISCVS   | 616 î.Hr.         | 579 î.Hr.         | Ales                            | Etrusc |
|         | Servius Tullius REX SERVIVS TVLLIVS                       | 578 î.Hr.         | 535 î.Hr.         | Ginerele lui Tarquinius Priscus | Etrusc |
|         | Lucius Tarquinius Superbus REX LVCIVS TARQVINIVS SVPERBVS | 534 î.Hr.         | 509 î.Hr.         | Uzurpator                       | Etrusc |

Titus Tatius⁠(d), regele sabinilor, a fost o perioadă de timp și rege al Romei, împreună cu Romulus, până la moartea sa. Totuși, în mod tradițional, nu este enumerat alături de cei șapte regi al Romei.